# セヤド・サリホヴィッチ
セヤド・サリホヴィッチ（Sejad Salihović, 1984年10月8日 - ）は、ボスニア・ヘルツェゴビナ・ズヴォルニク出身の元サッカー選手。現役時代のポジションはミッドフィルダー。左足から強烈なシュートを放ち、フリーキックのスペシャリストとして知られていた。

## 経歴
1984年、ボスニア・ヘルツェゴビナに生まれる、紛争の始まる前の1992年に家族でドイツのベルリンに移住。17年後の2009年6月に家族とともに故郷を訪問した。

### クラブ
ヘルタ・ツェーレンドルフのユースチームに所属後、2000年にヘルタ・ベルリンのユースチームに移籍した。
2004年にトップチームに昇格し9月26日、ハンブルガーSV戦でドイツ・ブンデスリーガデビューを飾った。2006年にTSG1899ホッフェンハイムに移籍した。2007–08シーズンは2. ブンデスリーガで準優勝に貢献し、雑誌で2. ブンデスリーガ2007–08シーズンの最高の選手と評された。2008年11月に契約を2012年6月まで延長した。
2015年6月7日、貴州人和足球倶楽部へ7月1日付で移籍すると発表された。
2017年2月、FCザンクト・ガレンへ6月末までの契約で完全移籍。6月末の契約満了後夏の移籍期間内に新たな所属先が見つけ出せず無所属状態となった。
2017年9月13日、中盤選手の相次ぐ負傷で手薄になっていたハンブルガーSVと2017-18シーズン終了までの契約を結んだ。

### 代表
2007年10月17日、ボスニア・ヘルツェゴビナ代表としてデビューを果たした。2009年9月9日、トルコ代表戦でフリーキックから代表初ゴールを決めた。

## 代表歴

### 出場大会
- ボスニア・ヘルツェゴビナ代表
  - 2014 FIFAワールドカップ

### 試合数
- 国際Aマッチ 47試合 4得点（2007年-2015年）[6]

| ボスニア・ヘルツェゴビナ代表 | 国際Aマッチ | 国際Aマッチ |
| 年                           | 出場        | 得点        |
| ---------------------------- | ----------- | ----------- |
| 2007                         | 3           | 0           |
| 2008                         | 6           | 0           |
| 2009                         | 8           | 2           |
| 2010                         | 4           | 1           |
| 2011                         | 5           | 1           |
| 2012                         | 7           | 0           |
| 2013                         | 6           | 0           |
| 2014                         | 6           | 0           |
| 2015                         | 2           | 0           |
| 通算                         | 47          | 4           |